# Deodato Borges
Pour les articles homonymes, voir Borges.
Deodato Borges, né le 20 janvier 1934 à João Pessoa et mort le 25 août 2014 dans la même ville, est un journaliste, animateur et créateur de bandes dessinées brésilien,.

## Biographie
Deodato Borges est né le 20 janvier 1934 à João Pessoa mais grandit à Campina Grande.
À la fin des années 1950, Borges crée la série radiophonique As Aventuras do Flama (« Les Aventures de Flamme ») pour la station de radio Borborema AM, à Campina Grande, mettant en vedette le super-héros Flama que l'auteur avait créé alors qu'il était encore enfant,. Avec le succès du programme, Borges crée en 1963 une bande dessinée de Flama qui attire une légion de fans et devient l'un des premiers super-héros de la bande dessinée brésilienne,. En plus de son travail à la radio, il est également directeur général de Diários Associados (pt) dans l'État de Paraíba et directeur de télévision et de radio. En 1973, il devient rédacteur culturel du journal O Norte, à João Pessoa, y introduisant la bande dessinée. Dans les années 1980, avec son fils Mike Deodato Jr., il crée la saga de science-fiction 3000 Anos Depois (« 3000 ans plus tard »), réimprimée sur le marché américain sous le nom de Fallout 3000, où il est crédité sous le nom de Mike Deodato Sr.,, ainsi que d'autres œuvres.
Au début des années 1990, il occupe le poste de secrétaire à la communication sociale de l'état de Paraíba, alors gouverné par Ronaldo Cunha Lima (en).
En 1999, il reçoit le Prix Angelo-Agostini, dans la catégorie « Maître des bandes dessinées nationales », un prix qui vise à honorer les artistes qui se consacrent à la bande dessinée brésilienne (pt) depuis au moins 25 ans.
Il meurt le 25 août 2014 à l'âge de 80 ans.